# Thomas Lovejoy
Thomas Eugene Lovejoy III (født 22. august 1941, død 25. december 2021) var chefrådgiver vedrørende biodiversitet for Verdensbankens præsident, seniorrådgiver for FN's Fond og præsident for "Heinz Center for Science, Economics, and the Environment". Han skabte begrebet biologisk diversitet i 1980.[kilde mangler]
Lovejoy var uddannet biolog fra Yale University med troperne og naturbevaring som specialer. Han arbejdede i regnskoven ved Amazonfloden i 1965 og i nogle år herefter.
Fra 1973 til 1987 var han direktør for USA-afdelingen af WWF, og fra 1987 til 1998 arbejdede han som vicesekretær for miljøsager og eksterne forhold hos Smithsonian Institution i Washington, D.C. I 1994 blev han rådgiver for USA's minister for biodiversitet og miljøspørgsmål. 
Han var formand for "Yale Instituttet for Biosfærestudier", og var præsident for det amerikanske "Institut for biologiske videnskaber", for USA's "Menneske og biosfære program" og for "Selskabet for bevaringsbiologi". Lovejoy var medlem af mange bestyrelser og rådgivende grupper med tilknytning til naturvidenskab og naturbeskyttelse og skrev talrige artikler og bøger, ligesom han var rådgiver på tv-serien "Nature".[kilde mangler]
Thomas Lovejoy udviklede forretningsgangen "statsgældsbeviser for natur", hvor miljøgrupper opkøber udenlandske statsgældsbeviser til markedsprisen, som er bestemt af en meget lav diskontorate, for så at konvertere gældsbeviset til landets valuta, sådan at man kan opkøbe følsomme landområder, der kan underlægges miljøbeskyttelse. Dette svarer i grundtanken til den danske organisation Nepenthes’ opkøb af urskovsområder i Costa Rica, hvor der dog ikke er valutaspekulation inde i billedet.[kilde mangler]
Lovejoy forudsagde i 1980 (se citatet neden for), at 10-20% af alle arter på Jorden ville være uddøde i 2020. Det er én af de påstande, som Bjørn Lomborg har angrebet ud fra statistiske beregninger.

## Citater
| Citat                              | Den natur, vi lever i, er intet mindre end fortryllende – vidunderlig faktisk. Det er en personlig glæde for mig at leve sammen med klodens flimrende variation af livsformer. Jeg kan heller ikke tro, at nogen virkelig ønsker sig en planet, som er en ensom ødemark. | Citat |
| Reith Lecture, Biodiversity, 2000. | |       |

| Citat                              | Det er intet mindre end en skandale, at vi sandsynligvis kun kender én ud af ti arter på jorden, endsige da hvor de lever eller de forskellige sider af deres biologi… | Citat |
| Reith Lecture, Biodiversity, 2000. | |       |

| Citat                                                                     | Hundredetusindvis af arter vil uddø, og det er en reduktion på 10-20 % af jordens mængde af livsformer, som vil ske i løbet af ca. en halv generation… Den reduktion af planetens biologiske diversitet er det mest grundlæggende problem i vor tid. | Citat |
| Forord til Conservation Biology, af Michael Soulé and Bruce Wilcox, 1980. | |       |